# 埃歇爾邁耶冰流
埃歇爾邁耶冰流（英語：Echelmeyer Ice Stream），是南極洲的冰流，位於奧次地的西南極冰蓋，最終注入羅斯冰架，由美國研究計劃繪入地圖，現時由南極條約體系管理。